# Motocyklowe Grand Prix Włoch

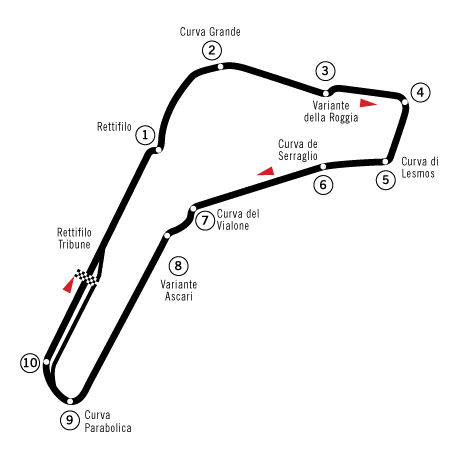
Autodromo Nazionale di Monza – tor na którym rozegrano pierwsze 23 wyścigów zaliczanych do MMŚ.

Misano World Circuit Marco Simoncelli – tor na którym po raz pierwszy rozegrano Grand Prix Włoch.

Motocyklowe Grand Prix Włoch – eliminacja Mistrzostw Świata Motocyklowych Mistrzostw Świata rozgrywana od 1949. Od 1994 roku wyścig nieprzerwanie jest rozgrywany na torze Mugello Circuit.

## Wyniki Grand Prix Włoch
| Rok  | Tor     | MotoE              | MotoE          | Moto3          | Moto2        | MotoGP            |
| Rok  | Tor     | Race 1             | Race 2         | Moto3          | Moto2        | MotoGP            |
| ---- | ------- | ------------------ | -------------- | -------------- | ------------ | ----------------- |
| 2024 | Mugello | Mattia Casadei     | Kevin Zannoni  | David Alonso   | Joe Roberts  | Francesco Bagnaia |
| 2023 | Mugello | Andrea Mantovani   | Eric Granado   | Daniel Holgado | Pedro Acosta | Francesco Bagnaia |
| 2022 | Mugello | Dominique Aegerter | Matteo Ferrari | Sergio García  | Pedro Acosta | Francesco Bagnaia |

| Rok  | Tor     | Moto3             | Moto2                | MotoGP           |
| ---- | ------- | ----------------- | -------------------- | ---------------- |
| 2021 | Mugello | Dennis Foggia     | Remy Gardner         | Fabio Quartararo |
| 2020 | Mugello | Odwołany          | Odwołany             | Odwołany         |
| 2019 | Mugello | Tony Arbolino     | Álex Márquez         | Danilo Petrucci  |
| 2018 | Mugello | Jorge Martín      | Miguel Oliveira      | Jorge Lorenzo    |
| 2017 | Mugello | Andrea Migno      | Mattia Pasini        | Andrea Dovizioso |
| 2016 | Mugello | Brad Binder       | Johann Zarco         | Jorge Lorenzo    |
| 2015 | Mugello | Miguel Oliveira   | Esteve Rabat         | Jorge Lorenzo    |
| 2014 | Mugello | Romano Fenati     | Esteve Rabat         | Marc Márquez     |
| 2013 | Mugello | Luis Salom        | Scott Redding        | Jorge Lorenzo    |
| 2012 | Mugello | Maverick Viñales  | Andrea Iannone       | Jorge Lorenzo    |
| Rok  | Tor     | 125 cc            | Moto2                | MotoGP           |
| 2011 | Mugello | Nicolás Terol     | Marc Márquez         | Jorge Lorenzo    |
| 2010 | Mugello | Marc Márquez      | Andrea Iannone       | Dani Pedrosa     |
| Rok  | Tor     | 125 cc            | 250 cc               | MotoGP           |
| 2009 | Mugello | Bradley Smith     | Mattia Pasini        | Casey Stoner     |
| 2008 | Mugello | Simone Corsi      | Marco Simoncelli     | Valentino Rossi  |
| 2007 | Mugello | Héctor Faubel     | Álvaro Bautista      | Valentino Rossi  |
| 2006 | Mugello | Mattia Pasini     | Jorge Lorenzo        | Valentino Rossi  |
| 2005 | Mugello | Gábor Talmácsi    | Dani Pedrosa         | Valentino Rossi  |
| 2004 | Mugello | Roberto Locatelli | Sebastian Porto      | Valentino Rossi  |
| 2003 | Mugello | Lucio Cecchinello | Manuel Poggiali      | Valentino Rossi  |
| 2002 | Mugello | Manuel Poggiali   | Marco Melandri       | Valentino Rossi  |
| Rok  | Tor     | 125 cc            | 250 cc               | 500 cc           |
| 2001 | Mugello | Noboru Ueda       | Tetsuya Harada       | Alex Barros      |
| 2000 | Mugello | Roberto Locatelli | Shin’ya Nakano       | Loris Capirossi  |
| 1999 | Mugello | Roberto Locatelli | Valentino Rossi      | Àlex Crivillé    |
| 1998 | Mugello | Tomomi Manako     | Marcellino Lucchi    | Michael Doohan   |
| 1997 | Mugello | Valentino Rossi   | Max Biaggi           | Michael Doohan   |
| 1996 | Mugello | Peter Öttl        | Max Biaggi           | Michael Doohan   |
| 1995 | Mugello | Haruchika Aoki    | Max Biaggi           | Michael Doohan   |
| 1994 | Mugello | Noboru Ueda       | Ralf Waldmann        | Michael Doohan   |
| 1993 | Mugello | Dirk Raudies      | Jean-Philippe Ruggia | Luca Cadalora    |
| 1992 | Mugello | Ezio Gianola      | Luca Cadalora        | Kevin Schwantz   |
| 1991 | Mugello | Fausto Gresini    | Luca Cadalora        | Michael Doohan   |

## Wyniki Grand Prix Narodów
| Rok  | Tor     | 80 cc                | 125 cc             | 250 cc            | 350 cc             | 500 cc              |
| ---- | ------- | -------------------- | ------------------ | ----------------- | ------------------ | ------------------- |
| 1990 | Misano  |                      | Jorge Martínez     | John Kocinski     |                    | Wayne Rainey        |
| 1989 | Misano  |                      | Ezio Gianola       | Sito Pons         |                    | Pierfrancesco Chili |
| 1988 | Imola   | Jorge Martínez       | Jorge Martínez     | Dominique Sarron  |                    | Eddie Lawson        |
| 1987 | Monza   | Jorge Martínez       | Fausto Gresini     | Anton Mang        |                    | Wayne Gardner       |
| 1986 | Monza   | Stefan Dörflinger    | Fausto Gresini     | Anton Mang        |                    | Eddie Lawson        |
| 1985 | Mugello | Jorge Martínez       | Pier Paolo Bianchi | Freddie Spencer   |                    | Freddie Spencer     |
| 1984 | Mugello | Pier Paolo Bianchi   | Ángel Nieto        | Fausto Ricci      |                    | Freddie Spencer     |
| Rok  | Tor     | 50 cc                | 125 cc             | 250 cc            | 350 cc             | 500 cc              |
| 1983 | Monza   | Stefan Dörflinger    | Ángel Nieto        | Carlos Lavado     |                    | Freddie Spencer     |
| 1982 | Misano  | Eugenio Lazzarini    | Ángel Nieto        | Anton Mang        | Didier de Radiguès | Franco Uncini       |
| 1981 | Monza   | Ricardo Tormo        | Guy Bertin         | Eric Saul         | Jon Ekerold        | Kenny Roberts       |
| 1980 | Misano  | Eugenio Lazzarini    | Pier Paolo Bianchi | Anton Mang        | Johnny Cecotto     | Kenny Roberts       |
| 1979 | Imola   | Eugenio Lazzarini    | Ángel Nieto        | Kork Ballington   | Gregg Hansford     | Kenny Roberts       |
| 1978 | Mugello | Ricardo Tormo        | Eugenio Lazzarini  | Kork Ballington   | Kork Ballington    | Kenny Roberts       |
| 1977 | Imola   | Eugenio Lazzarini    | Pier Paolo Bianchi | Franco Uncini     | Alan North         | Barry Sheene        |
| 1976 | Mugello | Ángel Nieto          | Pier Paolo Bianchi | Walter Villa      | Johnny Cecotto     | Barry Sheene        |
| 1975 | Imola   | Ángel Nieto          | Paolo Pileri       | Walter Villa      | Johnny Cecotto     | Giacomo Agostini    |
| 1974 | Imola   | Henk van Kessel      | Ángel Nieto        | Walter Villa      | Giacomo Agostini   | Franco Bonera       |
| 1973 | Monza   | Jan de Vries         | Kent Andersson     | odwołany          | Giacomo Agostini   | odwołany            |
| 1972 | Imola   | Jan de Vries         | Ángel Nieto        | Renzo Pasolini    | Giacomo Agostini   | Giacomo Agostini    |
| 1971 | Monza   | Jan de Vries         | Gilberto Parlotti  | Gyula Marsovsky   | Jarno Saarinen     | Alberto Pagani      |
| 1970 | Monza   | Jan de Vries         | Ángel Nieto        | Rodney Gould      | Giacomo Agostini   | Giacomo Agostini    |
| 1969 | Monza   | Paul Lodewijkx       | Dave Simmonds      | Phil Read         | Phil Read          | Alberto Pagani      |
| 1968 | Monza   |                      | Bill Ivy           | Phil Read         | Giacomo Agostini   | Giacomo Agostini    |
| 1967 | Monza   |                      | Bill Ivy           | Phil Read         | Ralph Bryans       | Giacomo Agostini    |
| 1966 | Monza   | Hans-Georg Anscheidt | Luigi Taveri       | Mike Hailwood     | Giacomo Agostini   | Giacomo Agostini    |
| 1965 | Monza   |                      | Hugh Anderson      | Tarquinio Provini | Giacomo Agostini   | Mike Hailwood       |
| 1964 | Monza   |                      | Luigi Taveri       | Phil Read         | Jim Redman         | Mike Hailwood       |
| 1963 | Monza   |                      | Luigi Taveri       | Tarquinio Provini | Jim Redman         | Mike Hailwood       |
| 1962 | Monza   | Hans-Georg Anscheidt | Teisuke Tanaka     | Jim Redman        | Jim Redman         | Mike Hailwood       |
| 1961 | Monza   |                      | Ernst Degner       | Jim Redman        | Gary Hocking       | Mike Hailwood       |
| 1960 | Monza   |                      | Carlo Ubbiali      | Carlo Ubbiali     | Gary Hocking       | John Surtees        |
| 1959 | Monza   |                      | Ernst Degner       | Carlo Ubbiali     | John Surtees       | John Surtees        |
| 1958 | Monza   |                      | Bruno Spaggiari    | Emilio Mendogni   | John Surtees       | John Surtees        |
| 1957 | Monza   |                      | Carlo Ubbiali      | Tarquinio Provini | Bob McIntyre       | Libero Liberati     |
| 1956 | Monza   |                      | Carlo Ubbiali      | Carlo Ubbiali     | Libero Liberati    | Geoff Duke          |
| 1955 | Monza   |                      | Carlo Ubbiali      | Carlo Ubbiali     | Dickie Dale        | Umberto Masetti     |
| 1954 | Monza   |                      | Guido Sala         | Arthur Wheeler    | Fergus Anderson    | Geoff Duke          |
| 1953 | Monza   |                      | Werner Haas        | Enrico Lorenzetti | Enrico Lorenzetti  | Geoff Duke          |
| 1952 | Monza   |                      | Emilio Mendogni    | Enrico Lorenzetti | Ray Amm            | Leslie Graham       |
| 1951 | Monza   |                      | Carlo Ubbiali      | Enrico Lorenzetti | Geoff Duke         | Alfredo Milani      |
| 1950 | Monza   |                      | Gianni Leoni       | Dario Ambrosini   | Geoff Duke         | Geoff Duke          |
| 1949 | Monza   |                      | Gianni Leoni       | Dario Ambrosini   |                    | Nello Pagani        |

## Liczba zwycięstw zawodników
13 - Giacomo Agostini
9 - Carlo Ubbiali, Ángel Nieto, Valentino Rossi, 
7 - Jorge Lorenzo,
6 - Geoff Duke, Mike Hailwood, Michael Doohan, 
5 - John Surtees, Jim Redman, Phil Read, Pier Paolo Bianchi, Eugenio Lazzarini, Jorge Martínez, 
4 - Enrico Lorenzetti, Jan de Vries, Kenny Roberts, Anton Mang, Freddie Spencer, 
3 - Tarquinio Provini, Luigi Taveri, Walter Villa, Johnny Cecotto, Kork Ballington, Fausto Gresini, Luca Cadalora, Max Biaggi, Roberto Locatelli, Mattia Pasini, Marc Márquez, Francesco Bagnaia,
2 - Gianni Leoni, Dario Ambrosini, Emilio Mendogni, Libero Liberati, Ernst Degner, Hans-Georg Anscheidt, Gary Hocking, Bill Ivy, Alberto Pagani, Barry Sheene, Franco Uncini, Ricardo Tormo, Stefan Dorlinger, Eddie Lawson, Ezio Gianola, Noboru Ueda, Manuel Poggiali, Dani Pedrosa, Andrea Iannone, Esteve Rabat, Miguel Oliveira, 
1 - Nello Pagani, Alfredo Milani, Ray Amm, Leslie Graham, Werner Haas, Guido Sala, Arthur Wheeler, Fergus Anderson, Dickie Dale, Umberto Masetti, Bob McIntyre, Bruno Spaggiari, Teisuke Tanaka, Hugh Anderson, Ralph Bryans, Paul Lodewijkx, Dave Simmonds, Rodney Gould, Gilberto Parlotti, Gyula Marsovsky, Jarno Sarinen, Renzo Pasolini, Kent Andersson, Henk van Kessel, Giacomo Bonera, Paolo Pileri, Alan North, Gregg Hansford, Guy Bertin, Eric Saul, Jon Ekerold, Didier de Radiguès, Carlos Lavado, Fausto Ricci, Wayne Gardner, Dominique Sarron, Sito Pons, Pierfrancesco Chili, John Kocinski, Wayne Rainey, Kevin Schwantz, Dirk Raudies, Jean-Philippe Ruggia, Ralf Waldmann, Haruchika Aoki, Peter Ottl, Tomomi Manako, Marcellino Lucchi, Àlex Crivillé, Shin’ya Nakano, Loris Capirossi, Tetsuya Harada, Alex Barros, Marco Melandri, Lucio Cecchinello, Sebastian Porto, Gábor Talmácsi, Héctor Faubel, Simone Corsi, Álvaro Bautista, Marco Simoncelli, Bradley Smith, Casey Stoner, Nicolás Terol, Maverick Viñales, Luis Salom, Scott Redding, Romano Fenati, Brad Binder, Johann Zarco, Andrea Migno, Andrea Dovizioso, Jorge Martín, 
- pogrubiona czcionka - zawodnicy aktualnie jeżdżący w MotoGP, Moto2 i Moto3